# 東京都交通局300型電動列車
東京都交通局300型電力動車組（日语：／ Tōkyōto kōtsūkyoku 300-gata densha */?）是東京都交通局（东京都交通局）日暮里-舍人线用的第1款通勤型電動列車，於2008年3月30日正式投入服務。

## 关連項目
- 東京臨海新交通7000系电力动车组 東京臨海新交通臨海線